# Lielvārde
Lielvārde (alemán: Lennewarden) es una villa letona, capital del municipio homónimo.
A fecha de 1 de enero de 2016 tiene 6498 habitantes.
En el siglo XIII se construyó aquí el castillo de Lielvārde, cuyas ruinas todavía se conservan. A principios del siglo XVIII, el 70% de la población local murió por una plaga durante la Gran Guerra del Norte. Posteriormente adquirió un gran desarrollo a partir de 1861, cuando se construyó el ferrocarril entre Riga y Daugavpils, pero el pueblo fue destruido completamente en la Primera Guerra Mundial. En la etapa soviética se establecieron aquí una cervecería y una base aérea. Lielvārde adquirió rango de villa en 1992.
Se ubica a orillas del río Daugava, unos 25 km al sureste de Riga.